# No Pelo
No Pelo é o segundo álbum ao vivo da dupla sertaneja Hugo & Guilherme gravado em 2017, em Goiatuba, e lançado em 12 de janeiro de 2018 de forma independente.

## Conceito e repertório
"No Pelo" se tornou uma marca registrada da dupla, sendo usado como título dos álbuns seguintes, onde todos esses são gravados em formato acústico e contém um repertório vasto de regravações de clássicos sertanejos, até mesmo de outros gêneros musicais, contando também canções inéditas. Este álbum tem Conveniência como a única canção inédita e a releitura de Deslumbrante, gravada por Hugo & Gabriel - dupla em que Hugo (referido às vezes como Spartaco, nome real e artístico de sua carreira solo) substituiu Hugo Pena, da antiga e icônica dupla Hugo Pena & Gabriel. Além de releituras de canções gravadas pela própria dupla no álbum anterior Acústico e Ao Vivo, como Na Maldade e Imagina.[carece de fontes?]

## Lista de faixas[1][2]
| N.º            | Título | Compositor(es)                                                                 | Artista original¹                                                            | Duração  |  |
| 1.             | "Escravo do Amor (No Pude Enamorarme Mas)"                                                                       | Teodoro Bello versão: Jefferson Farias / Sérgio Pinheiro                       | Gian & Giovani                                                               | 3:11     |  |
| 2.             | "Conveniência"                                                                                                   | Hugo Vezzani Diego Monteiro Vinicius Peres                                     | inédita                                                                      | 3:16     |  |
| 3.             | "Pot-Pourri: Sempre Seu Homem / Você Virou Saudade"                                                              | Cecílio Nena Pinocchio                                                         | Maurício & Mauri Emílio & Eduardo                                            | 3:35     |  |
| 4.             | "Pot-Pourri: Cara de Pau / Amor Sem Juízo / Essa Tal Liberdade"                                                  | Roberto Merli / Alexandre Ivan Medeiros Paulo Sérgio Valle / Chico Roque       | Rick & Renner Marcos & Fernando Só Pra Contrariar                            | 4:33     |  |
| 5.             | "Deslumbrante"                                                                                                   | Vezzani Boni Jr Roberto Sampaio Gabriel                                        | Hugo & Gabriel                                                               | 2:56     |  |
| 6.             | "Na Maldade" | Allef Rodrigues                                                                |                                                                              | 2:40     |  |
| 7.             | "Pot-Pourri: Só Dá Você Na Minha Vida / Vou Dormir Na Rua / Quando O Amor É Pra Valer"                           | Rick Zé Henrique Pinocchio                                                     | João Paulo & Daniel Zé Henrique & Gabriel Althair & Alexandre                | 3:44     |  |
| 8.             | "Pot-Pourri: Vem Ficar do Meu Lado / E Daí"                                                                      | Sorocaba Dann Nascimento                                                       | Fernando & Sorocaba Guilherme & Santiago                                     | 2:25     |  |
| 9.             | "Imagina" | Guilherme Neves Celi Jr.                                                       |                                                                              | 3:23     |  |
| 10.            | "Pot-Pourri: Te Amo e Não Te Quero / Deixei de Ser Cowboy Por Ela / Bem Aos Olhos da Lua / Por Amor Te Deixo Ir" | Bruno / Felipe Darci Rossi / Di César / Chitãozinho Marco Camargo Joel Marques | Bruno & Marrone Chitãozinho & Xororó Juliano Cezar Zezé Di Camargo & Luciano | 5:33     |  |
| 11.            | "É Sempre Assim" (part. Gustavo Moura & Rafael)                                                                  | Gusttavo Lima                                                                  | Gusttavo Lima                                                                | 2:49     |  |
| 12.            | "Pot-Pourri: Alçapão / Goiás É Mais" (part. Gustavo Moura & Rafael)                                              | Bruno / Felipe Moacyr Franco                                                   | Bruno & Marrone                                                              | 3:47     |  |
| 13.            | "Quarto dos Fundos"                                                                                              | Danillo Davilla Elcio Di Carvalho Junior Pepato Lari Ferreira                  |                                                                              | 3:22     |  |
| 14.            | "Pot-Pourri: Agora É Só Alegria / Vazei na Braquiara / O Doutor e A Empregada"                                   | Rick Gino Augusto Alves Pinto / Roniel                                         | Gino & Geno Gino & Geno Trio Parada Dura                                     | 4:51     |  |
| 15.            | "Pot-Pourri: Te Peço Volta / Querendo Te Encontrar / Fora Do Eixo"                                               | Henrique Euler Coelho Ronair Borges                                            | Henrique & Diego João Bosco & Vinícius Hugo Pena & Gabriel                   | 3:45     |  |
| 16.            | "Oração" | Leo Fressato                                                                   | A Banda Mais Bonita da Cidade                                                | 2:06     |  |
| 17.            | "Vai Ter Que Provar"                                                                                             | João Fernando Vezzani                                                          |                                                                              | 2:49     |  |
| 18.            | "Pot-Pourri: Pra Você Lembrar de Mim / Filme de Amor"                                                            | Diego Damasceno / Daniel Damasceno Alessandro Lobo / Frederico                 | Luan Santana João Neto & Frederico                                           | 2:49     |  |
| 19.            | "Pot-Pourri: Fiz Tudo Errado / Pedaço de Minha Vida"                                                             | Fátima Leão / Netto / S. Pinheiro / Àngel Mathias / Nascimento                 | Leonardo Matogrosso & Mathias                                                | 3:26     |  |
| 20.            | "Pot-Pourri: Lembranças de Amor / Fogueira / Um Dia Te Levo Comigo"                                              | Victor Chaves Jorge                                                            | Victor & Leo Jorge & Mateus Jorge & Mateus                                   | 5:01     |  |
| 21.            | "De Tanto Que Eu Te Amei"                                                                                        | B. Jr Gabriel Vezzani                                                          | Hugo & Gabriel                                                               | 2:46     |  |
| 22.            | "Dois Corações e Uma História"                                                                                   | Carlos Randall Danimar                                                         | Zezé Di Camargo & Luciano                                                    | 4:26     |  |
| Duração total: | Duração total:                                                                                                   | Duração total:                                                                 | Duração total:                                                               | 01:04:59 |  |

1. As canções em que o artista original não for indicado são prórpias de Hugo & Guilherme.